# Dewulf (Unternehmen)

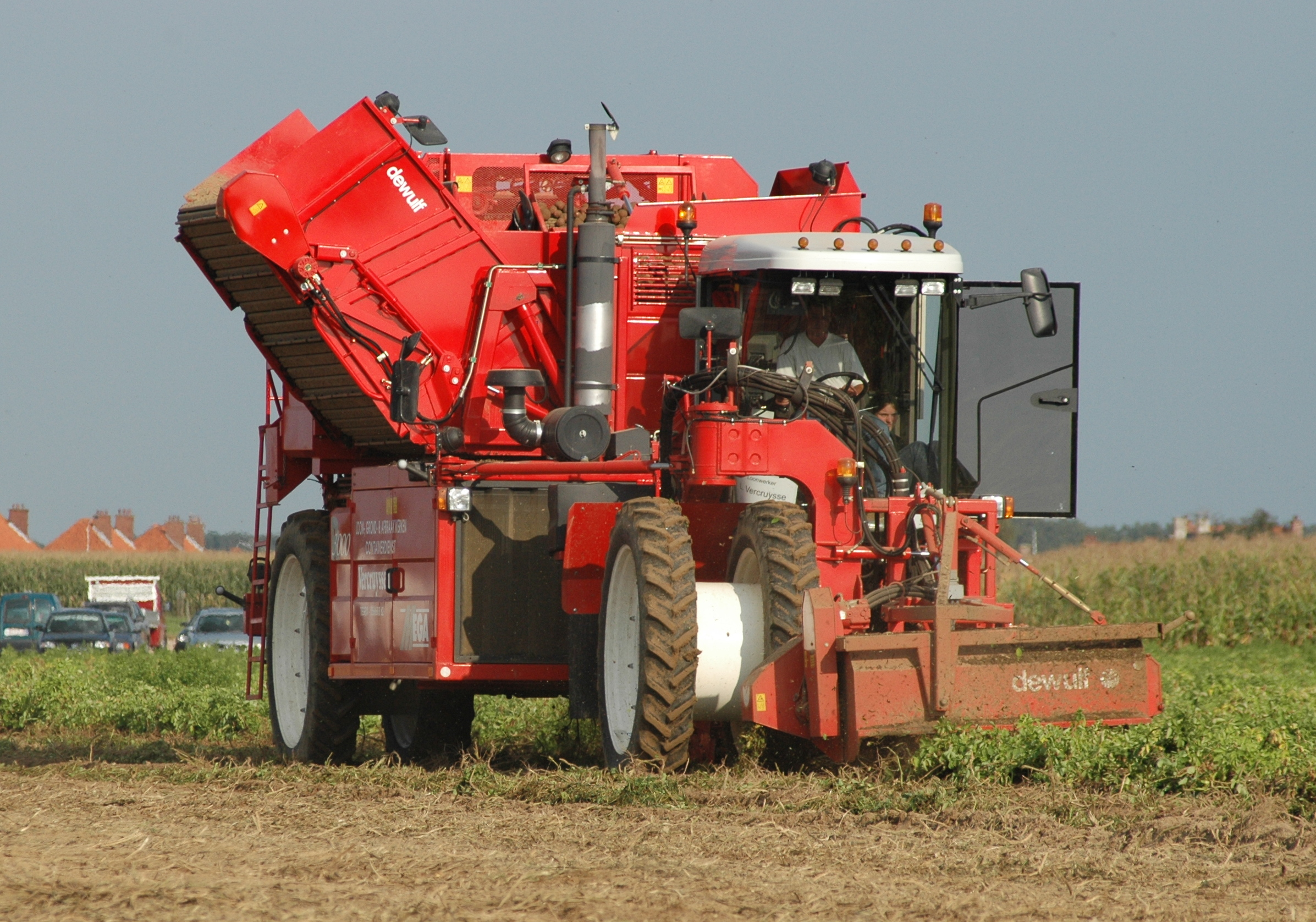
Kartoffelernter Dewulf R3000 Mega (2015)

Dewulf ist ein belgischer Landmaschinenhersteller mit Sitz in Roeselare. Nach der Übernahme der Firma Miedema gilt Dewulf als Weltmarktführer für Maschinen zum Legen und Ernten bestimmter Sorten im Gemüsebau.

## Unternehmensentwicklung
Im Jahre 1946 begann Robert Dewulf, der Sohn eines Bauern, mit dem Bau von Pflügen und Kartoffelrodern. Nach ersten Erfolgen mit den Kartoffelrodern begann man in den 1960er Jahren mit dem Bau von Erntemaschinen für andere Gemüsearten, wie beispielsweise Karotten und Zwiebeln.
In den 1980er Jahren zog man an einen größeren Standort in Roeselare um. Im Jahre 1989 wurde der erste selbstfahrende Kartoffelroder vorgestellt. 2006 wurde ein Zweigwerk im rumänischen Brasov eröffnet.
2014 erfolgte die Übernahme von Miedema. Durch das eigene und das Miedema-Sortiment wurde Dewulf/Miedema zum Weltmarktführer, wenn es um die Bodenbearbeitung, das Legen und Pflanzen, das Ernten, die Einlagerung, den Transport und das Sortieren von Kartoffeln und anderen Gemüsesorten geht.